# Ust-Ilimsk
Ust-Ilimsk (ros. Усть-Илимск, trb. Ust´-Ilimsk) – miasto w azjatyckiej części Rosji, obwodzie irkuckim, nad Angarą i Zbiornikiem Ust-Ilimskim, w pobliżu ujścia Ilimu. Około 80,4 tys. mieszkańców (2020). W mieście działa 1 linia tramwajowa. W pobliżu miasta znajduje się port lotniczy Ust-Ilimsk.
W mieście rozwinął się przemysł celulozowo-papierniczy oraz materiałów budowlanych.